# Clytocerus
Clytocerus är ett släkte av tvåvingar. Clytocerus ingår i familjen fjärilsmyggor.

## Dottertaxa tillClytocerus, i alfabetisk ordning[1]
- Clytocerus aegeicus
- Clytocerus africanus
- Clytocerus balkanicus
- Clytocerus carbonarius
- Clytocerus chyuluensis
- Clytocerus constrictus
- Clytocerus corniculatus
- Clytocerus crispus
- Clytocerus dalii
- Clytocerus divaricatus
- Clytocerus duckhousei
- Clytocerus excelsior
- Clytocerus fasciatus
- Clytocerus flavitarsis
- Clytocerus grusinicus
- Clytocerus haeselbarthi
- Clytocerus huminensis
- Clytocerus inequalis
- Clytocerus intermedius
- Clytocerus kabylicus
- Clytocerus longicorniculatus
- Clytocerus ocellaris
- Clytocerus orientalis
- Clytocerus palliolatus
- Clytocerus pulvereus
- Clytocerus rivosus
- Clytocerus saccai
- Clytocerus siculus
- Clytocerus splendidus
- Clytocerus tauricornis
- Clytocerus tetracorniculatus
- Clytocerus wollastoni
- Clytocerus xylophilus
- Clytocerus zonzae
- Clytocerus zuluensis